# Sándor Tótka
Sándor Tótka, né le 27 juillet 1994 à Mezőtúr, est un kayakiste hongrois pratiquant la course en ligne. Il remporte notamment la médaille d'or dans l'épreuve du K1 200 mètres aux Jeux olympiques d'été de 2020.

## Carrière sportive
Sándor Tótka termine 4e dans l'épreuve du K2 200 mètres avec son coéquipier Péter Molnár (en) lors des Jeux olympiques de 2016 à Rio de Janeiro.
En 2021, il devient champion olympique en K1 200 mètres durant les Jeux de 2020 à Tokyo.

## Palmarès
- Jeux olympiques
  -  Médaille d'or en K1 200 mètres aux Jeux olympiques de 2020 à Tokyo

- Championnats du monde
  -  Médaille d'or en relais K1 4×200 mètres aux Championnats du monde de course en ligne de 2014 à Moscou
  -  Médaille d'or en K2 200 mètres aux Championnats du monde de course en ligne de 2015 à Milan
  -  Médaille d'argent en K2 500 mètres aux Championnats du monde de course en ligne de 2017 à Račice
  -  Médaille de bronze en relais K1 4×200 mètres aux Championnats du monde de course en ligne de 2013 à Duisbourg
  -  Médaille de bronze en K4 500 mètres aux Championnats du monde de course en ligne de 2018 à Montemor-o-Velho

- Championnats d'Europe
  -  Médaille d'or en K4 500 mètres aux Championnats d'Europe de course en ligne de 2016 à Moscou
  -  Médaille d'or en K2 500 mètres aux Championnats d'Europe de course en ligne de 2017 à Plovdiv
  -  Médaille d'or en K4 500 mètres aux Championnats d'Europe de course en ligne de 2017 à Plovdiv
  -  Médaille d'or en K1 200 mètres aux Championnats d'Europe de course en ligne de 2021 à Poznań
  -  Médaille de bronze en K4 500 mètres aux Championnats d'Europe de course en ligne de 2018 à Belgrade

- Jeux européens
  -  Médaille d'or en K2 200 mètres aux Jeux européens de 2015 à Bakou

- Jeux olympiques de la jeunesse
  -  Médaille d'or en K1 sprint aux Jeux olympiques de la jeunesse de 2010 à Singapour